# Eurytoma lactucae
Eurytoma lactucae är en stekelart som beskrevs av Bugbee 1973. Eurytoma lactucae ingår i släktet Eurytoma och familjen kragglanssteklar. Inga underarter finns listade i Catalogue of Life.